# 汉普顿·芬奇
汉普顿·兰思登·芬奇（Hampton Lansden Fancher；1938年7月18日—） 是一名美国演员、编剧和电影制片人，以为《银翼杀手》及其续集《银翼杀手2049》编剧而闻名。

## 生平
他出生于加利福尼亚州东洛杉矶，母亲是墨西哥裔丹麦人 ，父亲是一名英裔美国医生。15岁时，他前往西班牙成为一名弗拉明戈舞者，并改名“马里奥·蒙特霍”（Mario Montejo）。1950年代末期回到洛杉矶进入电影界。他有两任妻子，第二任为苏·莱恩。